# Petr Adam
Petr Adam (* 12. srpna 1982 Ivančice) je český politik a manažer, v letech 2013 až 2017 poslanec Poslanecké sněmovny PČR zvolený jako nestraník za hnutí Úsvit přímé demokracie Tomia Okamury, v roce 2015 krátce předseda strany Národní zájmy a krátce též člen strany Úsvit – Národní Koalice.

## Život
Po absolvování gymnázia vystudoval obor chemie životního prostředí na Přírodovědecké fakultě Masarykovy univerzity v Brně, kde získal titul Mgr. (promoval v roce 2006).
Ještě během studia získával zkušenosti v USA (práce v cateringu – různé funkce až po asistenta ředitele). Pracoval v Centru dopravního výzkumu, v.v.i. Následně založil s obchodním partnerem v Ivančicích pro německou společnost Technologické centrum, kde tři roky pracoval jako výrobní manažer. V současné době pracuje jako manažer přípravy zahraničních nabídek ve stavební firmě.
Otcem Petra Adama je bývalý starosta města Ivančic a poslanec za KSČM Vojtěch Adam.

## Politické působení
Ve volbách do Poslanecké sněmovny PČR v roce 2013 kandidoval jako nestraník za hnutí Úsvit přímé demokracie Tomia Okamury z pozice lídra v Jihomoravském kraji a byl zvolen poslancem. V květnu 2015 se stal předsedou nově vzniklé strany Národní zájmy. Ta se po několika týdnech existence sloučila s hnutím Úsvit přímé demokracie, které se změnilo ve stranu Úsvit – Národní Koalice. V srpnu 2015 kandidoval na post předsedy Úsvitu – Národní Koalice, získal však pouze 10 hlasů (porazil jej Miroslav Lidinský). V polovině září 2015 ze strany vystoupil, jako důvod označil radikalizaci Úsvitu a spojení s Martinem Konvičkou.
Ve volbách do Poslanecké sněmovny PČR v roce 2017 již nekandidoval.